# La Sagrada Família (Tipus-I, Hispanic Society)
La Sagrada Família és una pintura d'El Greco, datada 1585 ca., a la qual Harold Wethey dona el número 84 en el seu Catàleg raonat d'obres d'aquest pintor, on li assigna el Tipus-I dins aquesta temàtica.

## Temàtica de l'obra
La Sagrada Família, de vegades acompanyada per altres personatges, és una escena que no apareix explícitament als Evangelis canònics. Tanmateix, sempre ha estat una imatge molt estimada en la iconografia cristiana. La imatge de la Mare de Déu de la Llet, que tampoc és descrita als Evangelis Canònics, també té una llarga tradició en l'Art cristià, i no sembla que fos un problema per a l'Església de la Contrareforma.
La Sagrada Família de la Hispanic Society of America és la primera versió coneguda d'aquestes dues temàtiques, realitzada per El Greco. Juntament amb el Tipus-II d'aquest tema i una altra obra en una col·lecció privada, són els únics exemples coneguts de la Mare de Déu de la Llet en tot el corpus pictòric d'El Greco.

## Anàlisi de l'obra
Aquesta obra és una de les més joliues d'El Greco, que poques vegades va igualar la dolcesa del rostre de Maria, la gentilesa de la seva postura, o la bellesa dels colors del quadre.
La Mare de Déu, formosament idealitzada, està col·locada de forma gairebé frontal, portant l'Infant Jesús a la falda, mentre l'està alletant. Maria vesteix una túnica rosada i al seu costat dret porta un mantell blau molt fosc. Cal remarcar el gran mestratge amb el qual està pintada la transparència del vel de la Verge.
Sant Josep de Natzaret, representat darrera Maria, és un jove moreno, de posat greu, amb un vestit groc lluminós. Tot i que està una mica retirat de l'escena, mira atentament la Mare i el Fill, mostrant una activitat protectora que s'adiu bé amb la nova importància que li va concedir la Contrareforma.
En canvi, el Nen Jesús és representat nu, mostrant el seu gènere i la seva humanitat, més no pas la seva naturalesa divina. El Greco el presenta massa gran, i molt naturalista. Gregorio Marañón comenta que El Greco no sentia afinitat per als infants, fet que es manifesta en les seves obres.
El pintor elimina qualsevol referència ambiental. Els personatges estan pintats davant un cel blau amb núvols blancs, col·locant-los en primer pla, de forma que atreuen tota l'atenció de l'espectador i donen gran espiritualitat a l'escena.

## Procedència
- Conde de Oñate
- José de Madrazo (1856)
- Marqués de Salamanca (Venta en París, 1875)
- Henri Haro, París (Venta, 1892)
- Raimundo de Madrazo (Madrid, 1908)[4]

## Còpies
No es coneixen còpies atribuïbles al mestre, ni al seu taller, ni a col·laboradors, ni còpies antigues dignes de menció.